# Unknown Pleasures
Unknown Pleasures är Joy Divisions debutalbum släppt 1979.
Skivan producerades av Martin Hannett och spelades in i Strawberry Studios, Stockport, England.
Albumet följdes av Closer, vilket blev Joy Divisions sista studioalbum.
Unknown Pleasures finns med i boken  1001 Albums You Must Hear Before You Die.

## Låtlista
1. Disorder
2. Day of the Lords
3. Candidate
4. Insight
5. New Dawn Fades
6. She's Lost Control
7. Shadowplay
8. Wilderness
9. Interzone
10. I Remember Nothing